# Корнате-д’Адда
Корнате-д’Адда (итал. Cornate d'Adda) — коммуна в Италии, в провинции Монца-э-Брианца области Ломбардия.
Население составляет 9843 человека (2008 г.), плотность населения составляет 757 чел./км². Занимает площадь 13 км². Почтовый индекс — 20872. Телефонный код — 039.
Покровителем коммуны почитается святой апостол Лука, празднование во второе воскресение сентября.

## Демография
Динамика населения:

## Администрация коммуны
- Официальный сайт: http://www.comune.cornatedadda.mb.it/